# Операція «Ґанґа»
Операція «Ґанґа» (англ. Operation Ganga; гінді ऑपरेशन गंगा, трансліт. aupreshn gangaaa) — це поточна операція уряду Індії з надання гуманітарної допомоги громадянам Індії, які переїхали до сусідніх країн, під час вторгнення Росії в Україну в 2022 році. Потім вона передбачала транспортну допомогу з сусідніх країн Румунії, Угорщини, Польщі, Молдови, Словаччини, щоб дістатися до Індії.
26 лютого 2022 року прем'єр-міністр Індії Нарендра Моді провів телефонну розмову з президентом України Володимиром Зеленським, під час якої серед нагальних питань торкнулася безпека студентів. Перший евакуаційний рейс із Бухареста прилетів до Нью-Делі з 249 громадянами близько 2:55 ранку за індійським стандартним часом (IST) 27 лютого. Наступного дня четверо міністрів союзу були направлені до сусідніх країн, щоб допомогти у визначенні пріоритетів координації з місцевою владою. ВПС Індії та декілька приватних авіакомпаній (Air India, IndiGo, Air-India Express та SpiceJet) надали матеріально-технічну підтримку. У період з 24 лютого по 7 березня прем'єр-міністр Індії неодноразово спілкувався з президентом України та російським президентом Володимиром Путіним про ситуацію, в ході яких серед загальних питань була передана евакуація та визнана допомога.
Індія мала близько 20 000 індійських громадян в Україні, з яких трохи більше 18 000 були студентами. Станом на 5 березня кордон України перетнуло близько 18 тис. Проте екстрену евакуацію попросили студенти, які ще знаходилися в Україні, наприклад, у Сумах. Після рекомендацій посольства «негайно залишити Харків» 2 березня Міністерство оборони Індії опублікувало рекомендації щодо виживання тих, хто все ще в Україні, і зокрема в Харкові. До 6 березня близько 16 000 індійців було доставлено до Індії 76 рейсами.
Індія, як гуманітарний сигнал, надіслала Україні допомогу, включаючи ліки та предмети першої необхідності. Уряд Індії заявив, що громадянам із сусідніх країн і країн, що розвиваються в Україні, буде надано допомогу, якщо вони звернуться за нею.

## Передумови
За даними Міністерства освіти і науки України, в країні проживає трохи більше 18 000 індійських «студентів». Серед джерел індійських студентів в Україні були Київський національний університет імені Тараса Шевченка, Національний медичний університет імені Богомольця та Київський медичний університет УАФМ. У свідченні під присягою, поданому урядом Індії у Вищий суд Керали 2 березня 2022 року, уряд оцінив кількість громадян Індії в Україні в 20 000.

## Операція

Військова ситуація станом на листопад 2024 року (Для отримання додаткової інформації див. 2022 року вторгнення Росії в Україну)

Індійський уряд через своє посольство в Києві надав консультації перед конфліктом через свої канали зв'язку. Це мало неоднозначний вплив. Близько 4000 громадян Індії покинули Україну до закриття повітряного простору над постраждалими районами вранці 24 лютого. Перший уряд Індії був опублікований 15 лютого, за яким послідували більш жорсткі рекомендації. Оскільки надавати допомогу зростаючому чисельності ставало все важче, 26 лютого посольство порадило студентам не відвідувати прикордонні застави без попередньої координації з посольством. 28 лютого МВС рекомендувало всім громадянам Індії в Україні переїхати та шукати притулок у містах Західної України та виїжджати на кордон лише після узгодження з владою Індії. MEA створила численні канали розповсюдження інформації та комунікації  —  цілодобову гарячу лінію, електронну пошту, вебсайт, факс, інші номери телефонів  —  а пізніше — твіттер. Активовано Фонд благополуччя індійської громади для громадян Індії в інших країнах, які перебувають у скрутному становищі.
Рекомендації щодо виживання від 3 березня, розроблені Інститутом оборонних досліджень та аналізів Манохара Паррікара, були спрямовані на тих, хто все ще в Україні, і зокрема в Харкові. До середини 6 березня в диспетчерську MEA надійшло понад 12 400 дзвінків і 9 000 електронних листів. Того ж дня Посольство України також повідомило у Twitter про використання Google-форм для збору даних про тих, хто ще залишився в Україні. Рекомендації щодо виживання від 3 березня, розроблені Інститутом оборонних досліджень та аналізів Манохара Паррікара, були спрямовані на тих, хто все ще в Україні, і зокрема в Харкові.
Перший рейс відбувся 26 лютого з Бухареста в Румунії і прилетів до Делі 27 лютого о 2:55 за індійським стандартним часом (IST). Станом на 27 лютого 2022 року (день 3) було евакуйовано 469 студентів. До 1 березня повернулося понад 2000 громадян. За наступні п'ять днів кількість зросла приблизно до 16 000. Авіакомпанії, які допомагають евакуації, включають приватні перевізники Air India, IndiGo, Air India Express та SpiceJet . Індійські ВПС надали додаткову підтримку; було використано кілька C-17 Globemasters разом з літаками Іл-76 Іллюшин . Евакуація була узгоджена з протоколами пандемії COVID-19 в аеропортах.
Прем'єр-міністр Нарендра Моді направив спеціальних посланців для надання допомоги координаційним зусиллям. Спеціальними представниками були міністри Союзу високого рівня  –  міністри цивільної авіації, транспорту, права, нафти та природного газу. Джотірадітя Скіндіа допомагатиме координації з Румунії та Молдови, Кірен Ріджу зі Словаччини, Хардіп Сінгх Пурі з Угорщини та генерал В. К. Сінгх з Польщі. До 28 лютого прем'єр-міністр провів принаймні три зустрічі на високому рівні, пов'язані з операцією, з міністром закордонних справ і секретарем і радником з національної безпеки. Прем'єр-міністр (глава уряду) проінформував президента Індії Рама Натха Ковінда (главу держави) про ситуацію 1 березня. 2 березня Індія, в тому числі через свої запаси Національних сил реагування на катастрофи (NDRF), надіслала партію гуманітарної допомоги у вигляді медичної допомоги, наметів, ковдр, спальних килимків і сонячних ламп.

## Ситуація
Навчальні гуртожитки та бункери в будівлях в Україні забезпечують притулок для тих, хто не може дістатися до евакуаційних пунктів. Студенти зіткнулися з проблемами з виведенням та обміном грошей. Індійські студенти були менш підготовлені до того, як реагувати на загострення військової ситуації, ніж українські (російсько-українська війна).
1 березня Міністерство закордонних справ Індії повідомило, що всі індійці покинули столицю Києва. Посольство Індії в Україні великими літерами 2 березня написало в Твіттері «Негайно покидай Харків» і повідомило, що будь-якими можливими способами дістатися до найближчих місць, включаючи Пісочин. Це 11, 12 і 16 кілометрів пішки. Кінцевий термін був «до 18:00 за місцевим часом (21:30 IST)». Консультація з оборони від 3 березня запропонувала кілька рекомендацій щодо виживання тим, хто ще залишився. Усіх індійців евакуювали Пісочин до 5 березня. Останній великий населений пункт з індійцями — Суми.
Деякі індійські студенти повідомили через соціальні мережі, що зіткнулися з проблемами, а інших побили під час спроби перетнути українсько-польський кордон. Посол Польщі в Індії уточнив, що це гуманітарна ситуація, і Польща полегшить перетин кордону, а всі національності отримають їжу та житло. Були зроблені спроби, в тому числі в консультативному посольстві Індії, змусити індійських студентів використовувати триколор, прапор Індії, для ідентифікації. Деякі студенти, які перетнули, знайшли тимчасове житло самостійно, а іншим потрібна була домовленість з посольством. Евакуаційні рейси вилетіли з таких місць, як Будапешт в Угорщині, Жешув у Польщі, Кошице в Словаччині.
На східному фронті України шукають прохід росіян для евакуації через Росію. Деякі індійські студенти в Росії також почали готуватися до подій, хоча Росія демонструє ознаки нормального стану. Удар пандемії COVID-19 по освіті з 2020 року загрожує погіршитися для студентів через поточну ситуацію. У посольстві Росії в Індії в столиці 25 лютого відбулися невеликі протести деяких сімей, чиї родичі не змогли вибратися.

## Маршрути

Похідна карта ООН 2005 року. Україна становить 784.93 mi завширшки та 346.4 mi довго.

З України використовуються сухопутні шляхи до прикордонних держав. З прикордонних країн, столиць, здійснюються рейси в Індію, міста Делі та Мумбаї. З Молдови йдуть сухопутні шляхи до Румунії.

## Постраждалі
Студент четвертого курсу медичного факультету з індійського штату Карнатака на ім'я Навін С. Г. став першою жертвою Індії у війні.

## Повернення додому
Учні поділилися розповідями. Сім'ї та деякі високопоставлені урядовці вітали своїх дітей в аеропортах.

## Подальше читання
- Op Ganga: Scindia praises 'brave family' for helping in evacuation of 7,457 Indian students from Ukraine. India TV. 7 березня 2022.
- Trivedi, Vivek (25 лютого 2022). War In Ukraine: Meet Indian Students Who Stayed Back to Complete Education. News18.
- Stranded Indian Student Escapes From Ukraine With Pet Dog. NDTV. 1 березня 2022.
- Back from Ukraine: Tears and smiles as students reunite with families. The Indian Express. 28 лютого 2022. (photos){{cite web}}:  Обслуговування CS1: Сторінки зі значенням параметра postscript, що збігається зі стандартним значенням в обраному режимі (посилання)